# Jean Perreau-Pradier
 (janvier 2020).
Si vous disposez d'ouvrages ou d'articles de référence ou si vous connaissez des sites web de qualité traitant du thème abordé ici, merci de compléter l'article en donnant les références utiles à sa vérifiabilité et en les liant à la section « Notes et références ».
Pour les articles homonymes, voir Perreau-Pradier.
Jean François Pierre Perreau-Pradier, né le 29 juillet 1911 à Auch (Gers) et décédé le 18 août 1981 à Lodève (Hérault), est haut fonctionnaire français .

## Biographie

### Formation
Après avoir été scolarisé au collège à Tonnerre et au lycée Buffon à Paris, il effectue ses études universitaires à la faculté de droit à Paris dans l'École libre des sciences politiques. Il étudie ensuite à l'École des hautes études sociales, puis à l'École des hautes études internationales. Il est titulaire d’un doctorat en droit et d’un DES en sociologie. 

### Haut fonctionnaire
Il est préfet de la Drôme en 1949, de la Vendée du 15 septembre 1951 au 26 avril 1954, de La Réunion du 12 juin 1956 au 2 mars 1963, de l’Aisne de 1964 à 1969.

## Récapitulatif de son parcours
- Chef adjoint de cabinet du préfet de l'Yonne en 1928 ; C'est incohérent: on ne peut être chef adjoint de cabinet à 17ans! Il y a erreur de dates quelque part...
- Chef adjoint de cabinet du préfet de l'Aube en 1928  ;
- Chef adjoint de cabinet du préfet des Basses-Alpes en 1928  ;
- Attaché au cabinet du président du Sénat Paul Doumer en 1928  ;
- Attaché au cabinet du Président de la République, en 1931 ;
- Chef adjoint de cabinet du ministre du commerce, des finances, des travaux publics en 1934;
- Chef de cabinet de son père, Secrétaire d'état à la présidence du conseil, 8 novembre 1934-1er juin 1935 ;
- Sous-préfet de Chinon, 20 avril 1935 ;
- Détaché dans les fonctions de secrétaire général adjoint du comité supérieur de l'aménagement et de l'organisation générale de la région parisienne, 20 mai 1936 ;
- Chargé de mission au ministère des affaires étrangères, 10 février 1936 ;
- Secrétaire général de la préfecture de l'Aisne, 10 décembre 1937 ;
- Secrétaire général de la préfecture de la Côte-d'Or, 30 octobre 1940 ;
- Sous-préfet de Saint-Malo, 10 août 1941 ;
- Sous-préfet de Brest, 26 décembre 1941 ;
- Secrétaire général de la préfecture du Loiret, 8 février 1942 ;
- Arrêté par les Allemands, 14 avril 1943 (détenu à la prison militaire d'Orléans, à Fresne) ;
- Sous-préfet de Corbeil délégué dans les fonctions, 6 décembre 1944 ;
- Sous-préfet de Corbeil, définitif, 12 avril 1947 ;
- Préfet à la disposition du préfet I.G.A.M.E. pour les départements de la 8 e région militaire pour l'aider dans l'administration du Rhône, 7 avril 1948 ;
- Préfet de la Drôme, 17 septembre 1949 ;
- Préfet de la Vendée, 26 mars 1954 ;
- Préfet de la Réunion, 14 mai 1956 ;
- Préfet en mission, 28 janvier 1963 ;
- Préfet de l'Aisne, 14 mars 1964 ;
- En service détaché, directeur du service national de la protection civile, 5 décembre 1969 à 31 décembre 1971 ;
- Chargé de mission au cabinet d'A. Bord, S.S.E. à l'intérieur, ministre des A.C.V.G. juillet 1972 ;
- Conseiller technique au cabinet du même, 6 avril 1873 ;
- RETRAITE, 11 juin 1976 ;
- Président de la fédération nationale de la protection civile en 1978

## Décorations
- Commandeur de la Légion d'honneur Il est fait chevalier le 10 avril 1948, promu officier le 6 août 1955, puis commandeur le 28 décembre 1961.
- Croix de guerre 1939–1945
- Officier de l'ordre du Mérite civil (1960)[3]
- Commandeur de l'Étoile noire (1958)[4]